# Burgos (tartomány)
Burgos tartomány egy tartomány Spanyolországban, Kasztília és León autonóm közösségben.